# Hal Ashby
William Hal Ashby (Ogden, 2 settembre 1929 – Malibù, 27 dicembre 1988) è stato un regista, montatore e produttore cinematografico statunitense.
È stato candidato all'Oscar come miglior regista nel 1979 per il suo film Tornando a casa, dopo che nel 1968 aveva vinto l'Oscar al miglior montaggio per La calda notte dell'ispettore Tibbs di Norman Jewison.

## Biografia

### L'infanzia
Nonostante l'agiatezza assicurata dalla professione del padre, proprietario di un caseificio, l'infanzia di Ashby fu alquanto tumultuosa: la famiglia era una delle poche non mormone, in una comunità di mormoni. Effetti negativi sul giovane ebbe il divorzio dei genitori: Ashby andò a vivere con la madre e, quando aveva 12 anni, il padre si suicidò. Si ritirò dalla High School durante il senior year (l'ultimo anno). Qualche biografo gli accredita una laurea in materie letterarie alla Utah State University che Ashby non ha mai ottenuto. Poco prima dei vent'anni Ashby si sposò, per divorziare subito dopo. A ventun anni si era già sposato e aveva divorziato ben due volte.
Nel 1953 (o 1950, secondo altre fonti), raggiunse con l'autostop Los Angeles, dove svolse i più svariati mestieri. Il caso lo condusse al cinema, prima alla Universal, poi alla Republic Pictures, casa specializzata in film di serie B di generi tradizionali. Il lavoro di Ashby consisteva nel ciclostilare copioni di film. Ashby decise di dedicarsi al montaggio, influenzato da chi gli aveva detto che era la migliore strada per diventare regista. Le regole dei sindacati statunitensi dello spettacolo lo costrinsero a otto anni di apprendistato. Fu quarto apprendista per Il grande paese (1958) di William Wyler e in questa occasione conobbe Robert Swink, montatore del film, uno dei più affermati di Hollywood.

### Hollywood e il successo
Ashby seguì Swink in diversi film. In particolare, per L'amaro sapore del potere ottenne una certa autonomia e poté montare da solo alcune scene. Grazie a Swink ottenne il posto di quarto montatore per La più grande storia mai raccontata di George Stevens e subito dopo fu capo montatore per Il caro estinto (1965) di Tony Richardson: il montaggio da lui effettuato non soddisfece però il regista, che portò tutto il materiale a Londra per rimontarlo in altro modo. La delusione fu forte e Ashby fatico' a trovare altri ingaggi. A salvarlo fu il produttore de Il caro estinto, John Calley, che lo presentò a Norman Jewison, alla ricerca di un montatore per Cincinnati Kid. Con Jewison, Ashby trovò la perfetta intesa che non aveva trovato con Richardson. Jewison e Ashby formeranno coppia fissa per diversi film del primo.
La grande svolta della sua vita coincise con la vittoria nel 1968 dell'Oscar per il miglior montaggio per il film La calda notte dell'ispettore Tibbs. Jewison promosse Ashby a supervisore del montaggio e produttore associato per Il caso Thomas Crown e per Gaily, Gaily. Nel mentre si rese conto che il giovane collaboratore aspirava alla regia e decise di interessarsi personalmente a un suo esordio. L'occasione arrivò con The Landlord, romanzo di Kristine Hunter che Jewison si era impegnato a portare sullo schermo. Per sopravvenute incombenze decise di passare la sceneggiatura preparata da Bill Gunn ad Ashby. Jewison riuscì a convincere la Mirisch Brother (produzione) e la United Artists (distribuzione) ad affidare una produzione non indifferente da due milioni di dollari a un esordiente, facendosi garante. Nacque così Il padrone di casa (1970).
Sebbene la data di nascita lo ponesse decisamente nella generazione d'anteguerra, il cineasta abbracciò rapidamente lo stile di vita hippy (forse come reazione alla sua educazione repressiva), adottando il vegetarismo e lasciandosi crescere i capelli molto prima che divenisse di moda nell'ambiente hollywoodiano. Nel 1970 sposò l'attrice Joan Marshall, oggi nota probabilmente solo per la sua partecipazione straordinaria all'episodio Corte Marziale della serie Star Trek, dove interpretava Arleen Shaw. Il matrimonio 
durò fino alla morte di Ashby nel 1988, ma i due si separano già nella metà degli anni settanta e la Marshall non perdonerà mai il marito e Warren Beatty per aver drammatizzato certi elementi poco lusinghieri della sua vita nel film Shampoo.
Nei successivi sedici anni, Ashby diresse numerosi film di successo sia di pubblico che di critica, inanellando una serie di storie atipiche, come l'inusuale incontro tra un giovane ed un'anziana donna in Harold e Maude, o la surreale vicenda di un ingenuo che rischia di divenire presidente degli Stati Uniti in Oltre il giardino, con Peter Sellers, riportando per l'ultima volta in auge la carriera del brillante attore. Il maggior successo commerciale di Ashby fu la succitata creazione di Warren Beatty, Shampoo, sebbene il regista avesse di fatto ceduto il controllo della produzione al protagonista del film. Inoltre, Questa terra è la mia terra, una biografia di Woody Guthrie interpretata da David Carradine, fu uno dei primissimi film che utilizzarono la steadicam.
Se si esclude Shampoo (una produzione dominata da Beatty), il film di Ashby che ottenne maggior successo fu il dramma sulla guerra del Vietnam Tornando a casa (1978), interpretato da Jon Voight, il quale vinse il premio Oscar per il miglior attore protagonista; Ashby ottenne con questo film la sua sola candidatura come migliore regista. Data la riconosciuta mancanza di cooperazione di Voight durante le riprese, è opinione comune che fu la perizia di Ashby nel montaggio di alcune scene particolarmente drammatiche a far guadagnare il premio all'attore. Prodotto dopo film quali Lo squalo e Guerre stellari, Tornando a casa fu uno degli ultimi film a racchiudere l'etica della New Hollywood, incassando quasi 13 milioni di dollari tra incassi e diritti, a fronte di un minuscolo investimento di tre milioni.

### Il declino
Grazie ai suoi successi di critica e (relativamente) di pubblico, subito dopo i riconoscimenti per Tornando a casa Ashby costituì una società di produzione sotto l'ala protettrice della Lorimar. Essendo però entrato nella spirale dell'uso di droghe, dopo Oltre il giardino (l'ultimo dei suoi film che ottenne una certa attenzione generale), Ashby divenne notoriamente solitario ed eccentrico, si ritirò nella sua casa "spartana" (secondo i suoi visitatori i suoi Oscar non erano mai in bella vista) e ad un certo punto si rifiutò persino di mangiare in presenza di altre persone. Le produzioni di Cuori di seconda mano e Cercando di uscire (un film su un "colpo" a Las Vegas che lo rivide dirigere Voight ed in cui apparve la figlia dello stesso Voight, Angelina Jolie) furono penalizzate dal comportamento sempre più stravagante del regista, mentre i dirigenti della produzione si stancarono per le sue tecniche di montaggio esageratamente perfezioniste (esemplificate dal suo lavoro ossessivo di sei mesi su di un collage riguardante Message in a Bottle dei Police). Le voci su queste sue bizzarre tendenze gli costarono il licenziamento poco prima dell'inizio delle riprese di Tootsie, di cui gli era stata inizialmente affidata la regia.
Poco tempo dopo, Ashby (fan accanito dei Rolling Stones) accompagnò il gruppo nel suo tour americano del 1981, filmando nel frattempo il documentario Let's Spend the Night Together. I disagi ed i pericoli del viaggio furono eccessivi per la fragile salute del cineasta, che soffrì per una overdose prima del concerto di Phoenix. Il film fu terminato in qualche modo e relegato alle televisioni via cavo, dove fu un fiasco clamoroso.
La moglie del campione, con una sceneggiatura firmata dal noto drammaturgo Neil Simon, continuò la serie negativa. Nelle intenzioni doveva essere una commedia romantica, ma si dice che Simon rimase raccapricciato quando vide che il montaggio di Ashby ne aveva fatto una "pièce" dal sapore impressionista, con la prima mezz'ora di film basata su dialoghi minimalisti. Ostinandosi a rifiutare di accettare le richieste di Simon di montare il film come una semplice commedia, Ashby alla fine fu licenziato nella fase finale della produzione; il film fu un fallimento commerciale. 8 milioni di modi per morire, scritto da Oliver Stone, ottenne lo stesso risultato al botteghino; le crescenti stravaganze di Ashby portarono al suo licenziamento dalla società di produzione l'ultimo giorno delle riprese principali.

### La morte
Tentando di imporre una svolta alla sua carriera in declino, Ashby decise di smettere di assumere droghe, accorciò barba e capelli e iniziò a frequentare le feste di Hollywood in giacca sportiva blu, in modo da suggerire una nuova "rispettabilità". Malgrado questi sforzi, le voci sulla sua reputazione di inaffidabilità erano così diffuse che riuscì a trovare solo scritture come regista televisivo, dirigendo due episodi pilota per la commedia di "spada e stregoneria" Jake's Journey (che non andò mai oltre) e Beverly Hills Buntz, una commedia di Dennis Franz che pose le basi di Beverly Hills Cop (che durò 13 episodi).
Dopo che si era lamentato di diversi problemi di salute, l'amico Warren Beatty gli consigliò di sottoporsi a visite mediche; gli fu presto diagnosticato un cancro al pancreas che si estese rapidamente ai polmoni ed al fegato. Qualche amico di Ashby si indignò quando la sua compagna, una seguace della New Age, insistendo nelle cure omeopatiche si rifiutò di lasciarlo incontrare con loro. Ashby morì il 27 dicembre 1988 a Malibù.
Il debutto di Sean Penn come regista, Lupo solitario, è dedicato ad Ashby ed al suo contemporaneo attore e cineasta John Cassavetes, sebbene Penn non abbia mai collaborato con nessuno dei due.
(Bruce Dern)

## I cameo
Hal Ashby apparve in alcuni cameo in sei dei suoi film:
- in Il padrone di casa è lo sposo nella scena iniziale;
- in Harold e Maude è l'uomo con la barba nel parco di divertimenti;
- ne L'ultima corvé è l'uomo con la barba al bar nella scena delle freccette;
- in Tornando a casa è l'uomo che fa il segno della pace;
- in Oltre il giardino è l'uomo vicino all'archivio dei documenti al Washington Post;
- in Cercando di uscire è l'uomo che appare in televisione.

## Filmografia

### Regista

#### Cinema
- Il padrone di casa (The Landlord) (1970)
- Harold e Maude (Harold and Maude) (1971)
- L'ultima corvé (The Last Detail) (1973)
- Shampoo (Shampoo) (1975)
- Questa terra è la mia terra (Bound for Glory) (1976)
- Tornando a casa (Coming Home) (1978)
- Oltre il giardino (Being There) (1979)
- Cuori di seconda mano (Second-Hand Hearts) (1981)
- Cercando di uscire (Lookin' to Get Out) (1982)
- Let's Spend the Night Together (1983) - Documentario
- Solo Trans: Neil Young (Solo Trans) (1984) - Documentario
- La moglie del campione (The Slugger's Wife) (1985)
- 8 milioni di modi per morire (8 Million Ways to Die) (1986)

#### Televisione
- Beverly Hills Buntz (1987) – Serie TV, episodio pilota
- Jake's Journey (1988) – Film TV

### Assistente al montaggio
- La legge del Signore (Friendly Persuasion) regia di William Wyler (1956) - non accreditato
- Il grande paese (The Big Country), regia di William Wyler (1958) - non accreditato
- L'amore di una geisha (Tokyo After Dark), regia di Normann T. Herman (1959) - non accreditato
- Il diario di Anna Frank (The Diary of Anna Frank), regia di George Stevens (1959) - non accreditato
- Giorni senza fine (The Young Doctors), regia di Phil Karlson (1961)
- Quelle due (The Children's Hour), regia di William Wyler (1961)
- Capitan Sinbad (Captain Sindbad), regia di Byron Haskin (1963)
- L'amaro sapore del potere (The Best Man), regia di Franklin J. Schaffner (1964)
- La più grande storia mai raccontata (The Greatest Story Ever Told), regia di George Stevens (1965) - non accreditato

### Montaggio
- Il caro estinto (The Loved One), regia di Tony Richardson (1965)
- Cincinnati Kid (The Cincinnati Kid), regia di Norman Jewison (1965)
- Arrivano i Russi, arrivano i Russi (The Russians Are Coming the Russians Are Coming), regia di Norman Jewison (1966)
- La calda notte dell'ispettore Tibbs (In the Heat of the Night), regia di Norman Jewison (1967)
- Il caso Thomas Crown (The Thomas Crown Affair), regia di Norman Jewison (1968)
- Chicago, Chicago (Gaily, Gaily), regia di Norman Jewison (1969)

### Produttore associato
- Il caso Thomas Crown (The Thomas Crown Affair), regia di Norman Jewison (1968)
- Chicago, Chicago (Gaily, Gaily), regia di Norman Jewison (1969)